# Progreso Lakes
Progreso Lakes – miasto w Stanach Zjednoczonych, w stanie Teksas, w hrabstwie Hidalgo.